# Essenbeek
Essenbeek est un village de la ville de Hal dans la province belge du Brabant flamand. Il compte environ 800 habitants.
À Essenbeek se trouve l'église Saints-Joseph-et-François, un édifice néo-gothique de 1888, conçu par l'architecte Gustave Hansotte. L'église est classée monument historique et ses abords, ainsi que ceux du presbytère, sont classés village protégé.
En 1884, il avait été prévu qu'Essenbeek devienne une commune indépendante. Le Parlement (la chambre et le Sénat) avait adopté un projet de loi en ce sens, mais après le changement de gouvernement, le nouveau gouvernement catholique a refusé de ratifier le projet de loi.
On y trouve un club d'athlétisme : Olympic Essenbeek Halle.

## Toponymie
Le nom provient  : Essen, lande récupérée et Beek, ruisseau. C'est le ruisseau de l'ancien étang du château qui a donné le nom au hameau.
L'ancienne orthographe était Esschenbeek. Une variante francophone du nom existe Esschenbecq.
Dans d'ancien document en picard, une des langues du comté de Hainaut dont faisait partie Essenbeek au Moyen Âge les noms Escaubecque, Scaubecq et Escaubecq.